# 唐·斯普林
唐·斯普林（英語：Don Spring，1959年6月15日—），加拿大男子冰球运动员，场上位置是后卫。他曾代表加拿大国家队参加1980年冬季奥林匹克运动会冰球比赛，获得第6名。